# 金鸟形饰

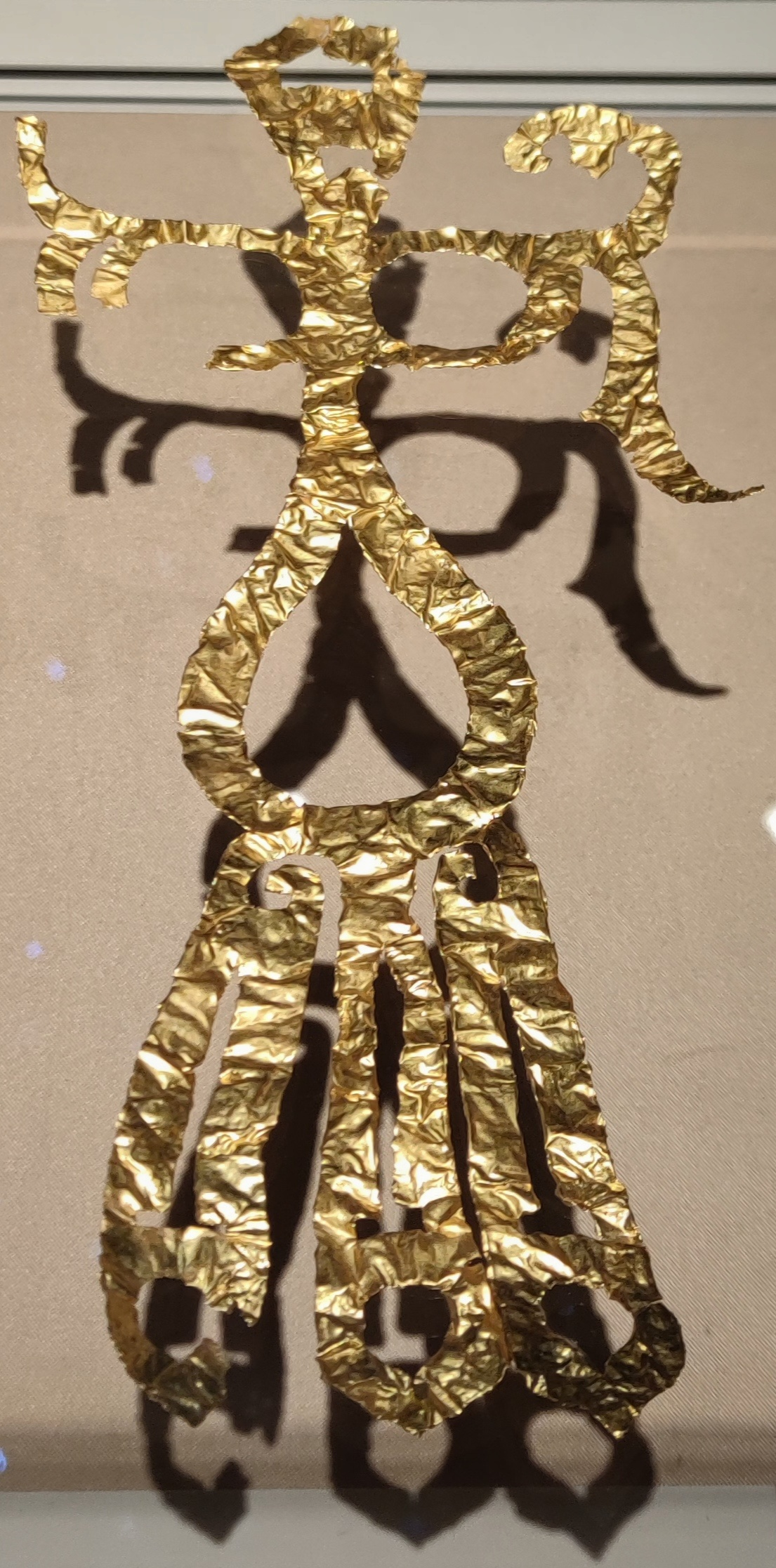
金鸟形饰

金鸟形饰是2021年出土于三星堆5号祭祀坑的文物。长度约30厘米，宽度约18厘米，厚度约0.12毫米，有部分残缺，呈现出“金凤凰”或“金孔雀”的造型。是三星堆迄今为止出土的唯一一件鸟形金饰片。